# إمي ساكورا
إمي ساكورا هي لاعبة مصارعة محترفة يابانية ولدت في 4 أكتوبر 1976.